# Plymouth County, Massachusetts
Plymouth County är ett administrativt område i delstaten Massachusetts, USA. Norfolk är ett av fjorton countyn i delstaten och ligger i den östra mellersta delen av Massachusetts. Countyt har två huvudorter (county seat), Plymouth och Brockton. År 2010 hade Plymouth County 494 919 invånare. 

## Geografi
Enligt United States Census Bureau har Plymouth County en total area på 2 832 km². 1 712 km² av den arean är land och 1 120 km² är vatten. 

### Angränsande countyn
- Norfolk County, Massachusetts - nord
- Barnstable County, Massachusetts - sydöst
- Bristol County, Massachusetts - väst

### Städer och samhällen

#### Städer
Countyt har två stadskommuner med status av cities:
- Bridgewater
- Brockton, huvudort

#### Övriga kommuner
I New England dit Massachusetts ingår är town den vanligaste kommuntypen. I countyt ingår följande towns:

- Abington
- Carver
- Duxbury
- East Bridgewater
- Halifax
- Hanover
- Hanson
- Hingham
- Hull
- Kingston
- Lakeville
- Marion
- Marshfield
- Mattapoisett
- Middleborough
- Norwell
- Pembroke
- Plymouth, huvudort
- Plympton
- Rochester
- Rockland
- Scituate
- Wareham
- West Bridgewater
- Whitman